# Piquet (kortspel)

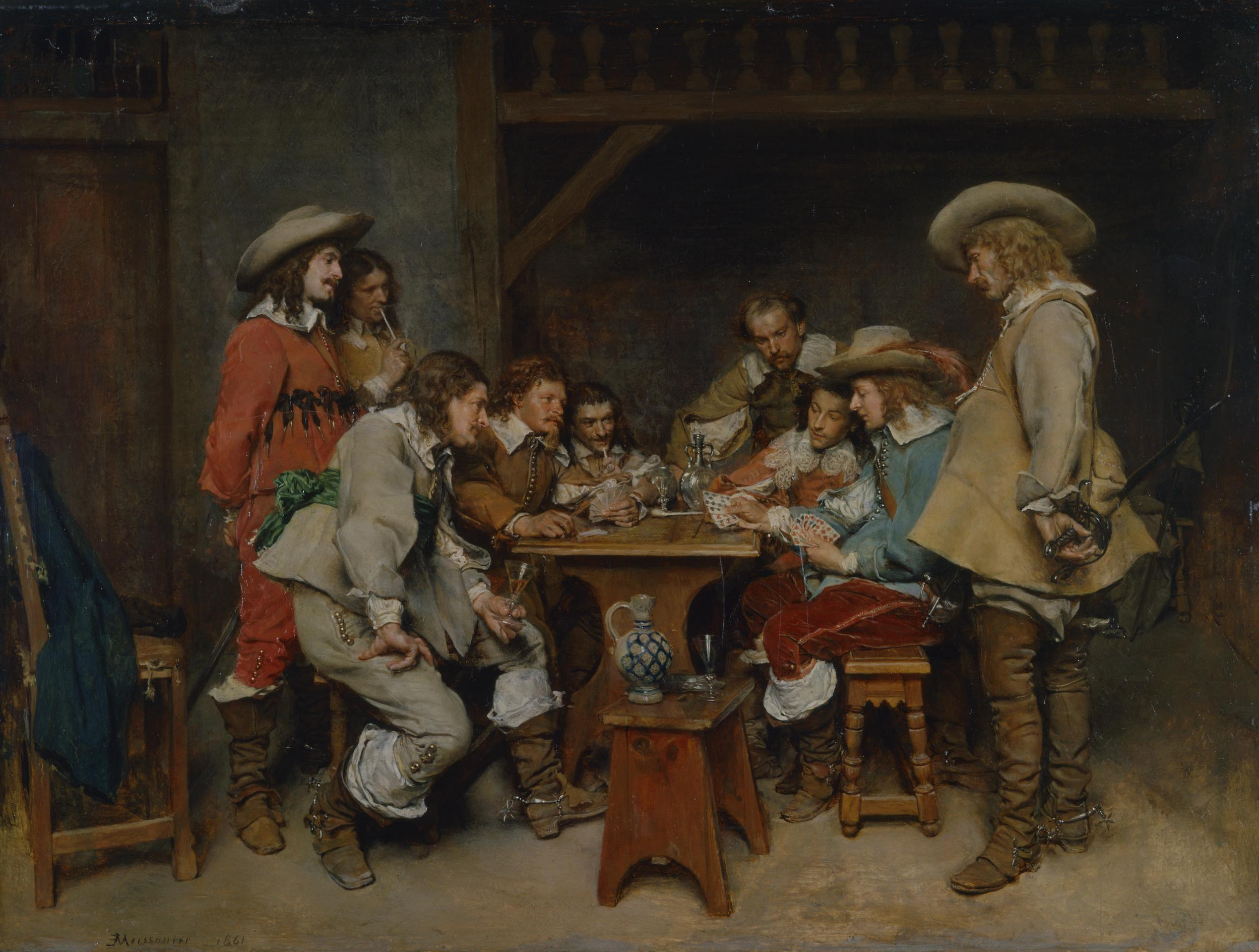
Ernest Meissonier, Piquetpartiet (1861).

Piquet, även stavat piké, är ett klassiskt kortspel för två deltagare. Det är ett av de äldsta kortspel som alltjämt utövas och kan spåras tillbaka åtminstone till 1400-talets Frankrike.
En lek med 32 kort används, motsvarande en vanlig fransk-engelsk kortlek med tvåor till sexor borttagna. En sådan kortlek kallas ibland piquetlek, och den används också i flera andra spel, till exempel i écarté.
Spelet går ut på att dels ha de bästa kombinationerna på hand, dels ta hem så många stick som möjligt. Spelarna får i given tolv kort var och har därefter möjlighet att byta ut ett visst antal kort mot nya ur talongen. Efter kortbytet delas poäng ut till den spelare som har flest kort i en och samma färg, vidare till den som har den längsta sekvensen, det vill säga kort i följd i samma färg, och dessutom till den som har högsta valören på ett eventuellt fyrtal eller tretal. Poängen är högre ju fler kort som ingår i kombinationerna. Given avslutas sedan med ett spel om stick, där bland annat flest vunna stick ger ytterligare poäng.

## Varianter
Den i Sverige gängse formen av piquet kallas rubicon piquet. En annan spelform är hundra piquet, även kallad piquet till hundra. Den viktigaste skillnaden mellan dessa båda är att hundra piquet spelas tills någon av spelarna nått 100 poäng, medan rubicon piquet oavsett poängställningen alltid spelas över sex givar.
I varianten auktionspiquet inleds spelet med en budgivning, där spelarna uppger hur många stick man förbinder sig att ta hem, alternativt förlora.
Med anpassade regler kan piquet spelas även av tre eller fyra spelare.